# Convenciones de Nutca

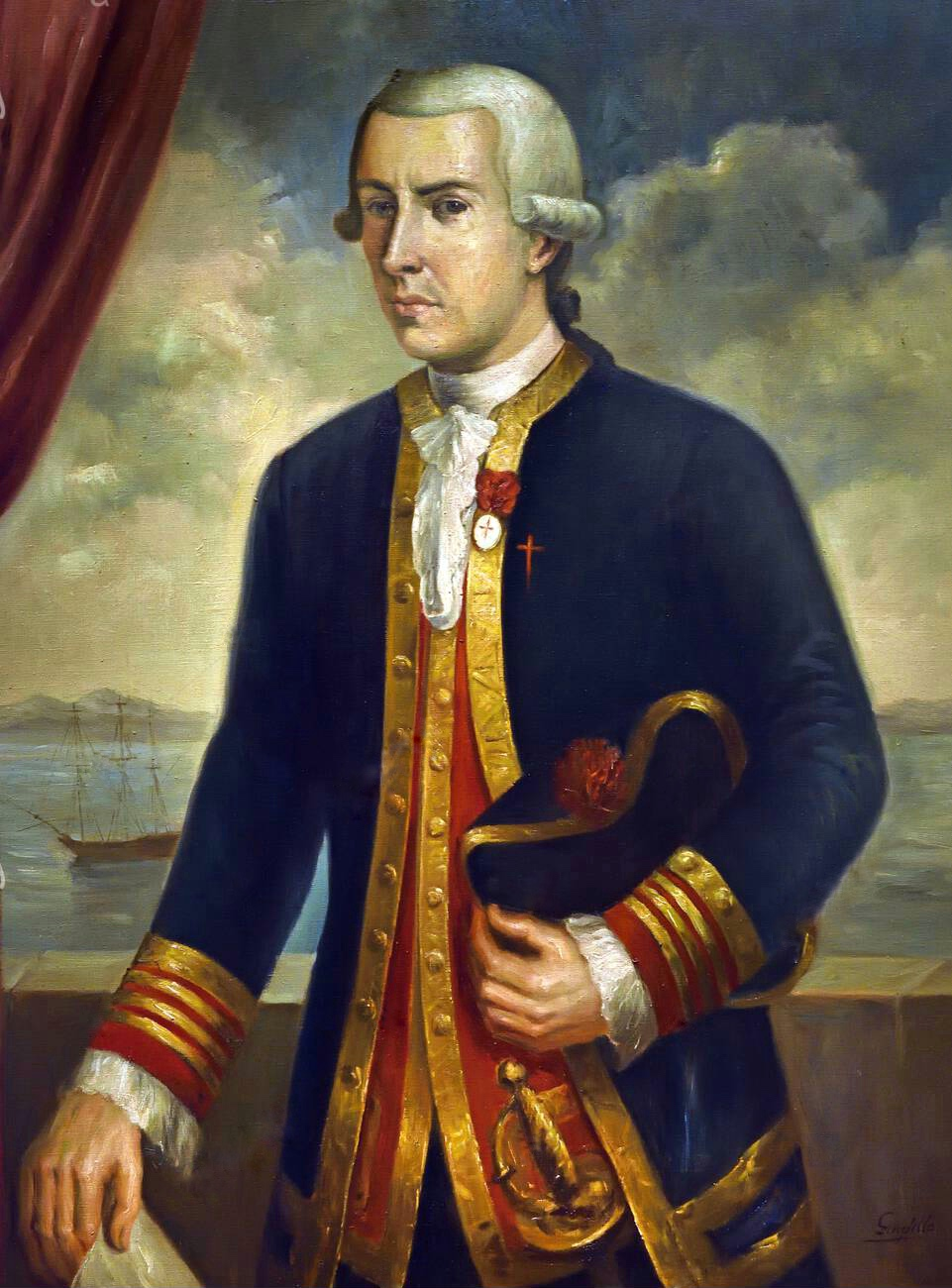
Capitán Juan Francisco de la Bodega y Quadra, Marina real, hacia 1785.

Las Convenciones de Nutca o de Nutka fueron una serie de tres acuerdos entre España y Gran Bretaña, firmados en 1790, 1793 y 1794 que evitaron una guerra entre los dos países por sus reclamaciones sobre los mismos territorios de la costa noroeste del Pacífico en América del Norte. Los tratados resolvieron el conflicto que había comenzado cuando España tomó la isla de Nutca, que reclamaban las dos partes.
Las convenciones de Nutca resolvieron la disputa y abrieron la costa del Pacífico desde el Territorio de Oregón hasta la Columbia Británica a los asentamientos británicos. Las reclamaciones de España databan de tres siglos antes cuando la bula papal Inter coetera de 1493 dividió el mundo y reconoció para España derechos exclusivos a establecerse en la costa del Pacífico en América del Norte.
Las reclamaciones británicas a la región databan del viaje de Francis Drake en 1579 y también por los derechos de descubrimiento del capitán James Cook en 1778, aunque expediciones españolas habían llegado más al norte en 1774 (con Juan José Pérez Hernández) y en 1775 (con Bruno de Heceta y Juan Francisco de la Bodega y Quadra).
La disputa comenzó cuando España, en defensa de sus reclamaciones, desalojó el establecimiento del británico John Meares en la isla Nutca, iniciando una confrontación entre España y el Reino Unido conocida como Crisis de Nutca, que amenazó con una guerra por el control del Pacífico y en la práctica, de América del Norte. Rusia era también parte interesada, debido a que su presencia comercial y sus reclamaciones se extendían hasta California; esta fue la principal razón para que los españoles intentaran reforzar sus reclamaciones en la zona.
Las Convenciones de Nutca en la década de 1790, negociadas por George Vancouver y su contraparte español Juan Francisco de la Bodega y Quadra, previnieron la intensificación de la disputa. Un principio de acuerdo que permitió desmovilizar las flotas de ambos países se estableció mediante una declaración británica y otra española el 24 de julio de 1790, firmadas por el secretario de Estado español, el Conde de Floridablanca, y por el enviado plenipotenciario inglés, lord Alleyne Fitz-Herbert.

## La primera Convención de Nutca
La Primera Convención de Nutca fue firmada el 28 de octubre de 1790 por Floridablanca y Fitzherbert. España debía devolver las edificaciones y terrenos, indemnizar a los británicos por los bienes secuestrados y reconocer la libre navegación y pesca en el Océano Pacífico y en los mares del Sur. Fueron enviados a Nutca como comisionados, Bodega y Quadra por España y George Vancouver por el Reino Unido, quienes llegaron entre marzo y agosto de 1792 y se retiraron en diciembre sin ponerse de acuerdo sobre cuál era el límite de las posesiones españolas, que los británicos situaban a la altura de San Francisco y los españoles en Nutca o en el estrecho de Juan de Fuca, ni sobre qué terrenos había adquirido Meares antes de 1789 a los indígenas locales. Los británicos exigían la totalidad de las ensenadas de Nootka y de Clayoquot. En mayo de 1792 un barco español con cien colonos llegó a la bahía de Neah, en el estrecho de Juan de Fuca (extremo noroeste del estado de Washington) en donde construyeron un establecimiento en el que permanecieron cuatro meses. 
El artículo cuarto establecía: que las actividades marítimas inglesas no debían servir de pretexto a un comercio ilícito con los establecimientos españoles y con esta mira se ha estipulado además expresamente que los súbditos británicos no navegarán ni pescarán en los dichos mares a distancia de diez leguas marítimas de ninguna parte de las costas ya ocupadas por los españoles.
El artículo quinto establecía que al norte de la zona ya ocupada por los españoles, en donde ninguno de los dos países tuviese establecimientos, el otro podía comerciar libremente.
El artículo sexto establecía que (...) quedaba acordado respecto de las costas orientales y occidentales de Sudamérica y de las islas adyacentes, que los respectivos súbditos no formarán en el futuro ningún establecimiento en las partes de la costa situada al sur de las partes de la misma costa y de las islas adyacentes ya ocupadas por España; queda entendido que los mencionados súbditos respectivos retendrán la libertad de desembarcar en las costas e islas que allí se encuentren con propósitos vinculados a sus pesquerías y erección de refugios y otras estructuras temporarias que sirvan a esos objetivos (...)

## La segunda Convención de Nutca
La Segunda Convención de Nutca fue firmada en febrero de 1793 y compensó a John Meares por el apresamiento de sus barcos en Nutca en 1789 con 210.000 pesos fuertes.

## La tercera Convención de Nutca
Por la Tercera Convención de Nutca, firmada el 11 de enero de 1794 entre el barón de Saint Helens por parte del Reino Unido y el duque de Alcudia por parte de España, los españoles no levantaron sus reclamaciones, sólo acordaron a las otras partes poder comerciar en el Estrecho de Nootka Sound, donde la fortificación española o presidio de Fuerte San Miguel fue construida en 1789 y debía ser evacuada. Se permitía el libre acceso a la bahía de Nutca a ambas naciones, pero no se permitía construir en ella establecimientos permanentes. Las fuerzas españolas evacuaron Nutca el 2 de abril de 1795, en presencia de un representante de cada país, se izó la bandera británica y se declararon devueltos a este país los "Edificios y Distritos de terreno", sin precisarlos.
El virrey de Nueva España ordenó efectuar cada seis meses un viaje desde San Blas a Nutca, pero solo se realizó uno en 1796.
Aunque las Convenciones de Nutca teóricamente abrieron a la colonización británica la costa noroccidental del Pacífico desde Oregón hasta Alaska, el comienzo de las guerras napoleónicas en Europa distrajo los esfuerzos colonizadores. 
En ese momento los Estados Unidos no reclamaban nada en esas áreas, pero adquirió los derechos españoles en la zona por medio del Tratado Adams-Onís firmado en 1819. Los Estados Unidos arguyeron que habían adquirido los derechos españoles de propiedad exclusiva en el área; esta posición llevó a una disputa con el Reino Unido conocida como Disputa Limítrofe de Oregón. Esta disputa fue resuelta por la firma del Tratado de Oregón en 1846, dividiendo el territorio en disputa y estableciendo lo que sería el futuro límite occidental entre Estados Unidos y Canadá.
La iglesia de Friendly Cove posee unas vidrieras conmemorativas de las convenciones de Nutca donadas por el Gobierno de España en 1957.